# Untersteinach
Untersteinach er en kommune i Landkreis Kulmbach, Regierungsbezirk Oberfranken i den tyske delstat Bayern. Den er administrationsby for Verwaltungsgemeinschaft Untersteinach.

## Geografi
Untersteinach ligger i Naturpark Frankenwald, og består ud over Untersteinach af landsbyerne Gumpersdorf og Hummendorf. Gennem kommunen løber den lille flod Untere Steinach, der via Schorgast er en biflod til Weißer Main.